# デビッド・ファイロ

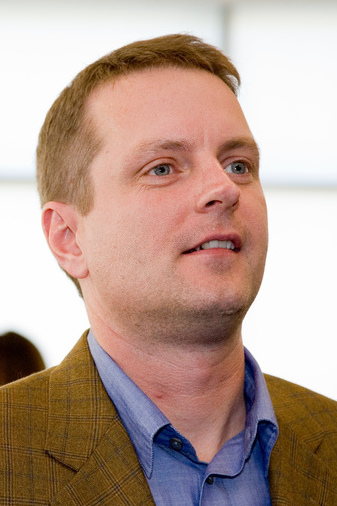
デビッド・ファイロ

デビッド・ファイロ（David Filo, 1966年4月20日 - ）は、アメリカ合衆国の実業家。Yahoo! のチーフ。
ウィスコンシン州に生まれ、6歳の時にルイジアナ州レイクチャールズ郊外のモスブラフ（Moss Bluff, Louisiana）に移住する。高校卒業後テュレーン大学（Tulane University）へ奨学金を得て進学し、1988年に計算機工学の理学士号を取得。1990年にスタンフォード大学で電気工学の理学修士号を取得。
ジェリー・ヤンとはスタンフォード大学の電気工学の博士課程に在籍中、CAD 研究グループで出会う。気に入ったウェブサイトをリストにして集めていたファイロは、ヤンと共同でウェブサイトを効率よく探し、整理できるソフトウェアを開発する。1994年1月にリンクが階層的に整理され、検索を可能にした「Jerry's Guide to the World Wide Web」が完成した。同年4月にそれを Yahoo! と改め、研究室のコンピュータを使ってウェブディレクトリサービスを開始。そして1995年3月、スタンフォード大学を休学し、Yahoo! 社を共同設立して正式に事業化した。
2004年7月、ジム・クラークとファイロは母校チュレーン大学へそれぞれ3000万ドルを寄付した。